# Mallorca-Brennnessel
Die Mallorca-Brennnessel (Urtica bianorii (Knoche) Paiva) ist eine Art aus der Gattung der Brennnesseln (Urtica). Sie kommt nur auf Mallorca vor.

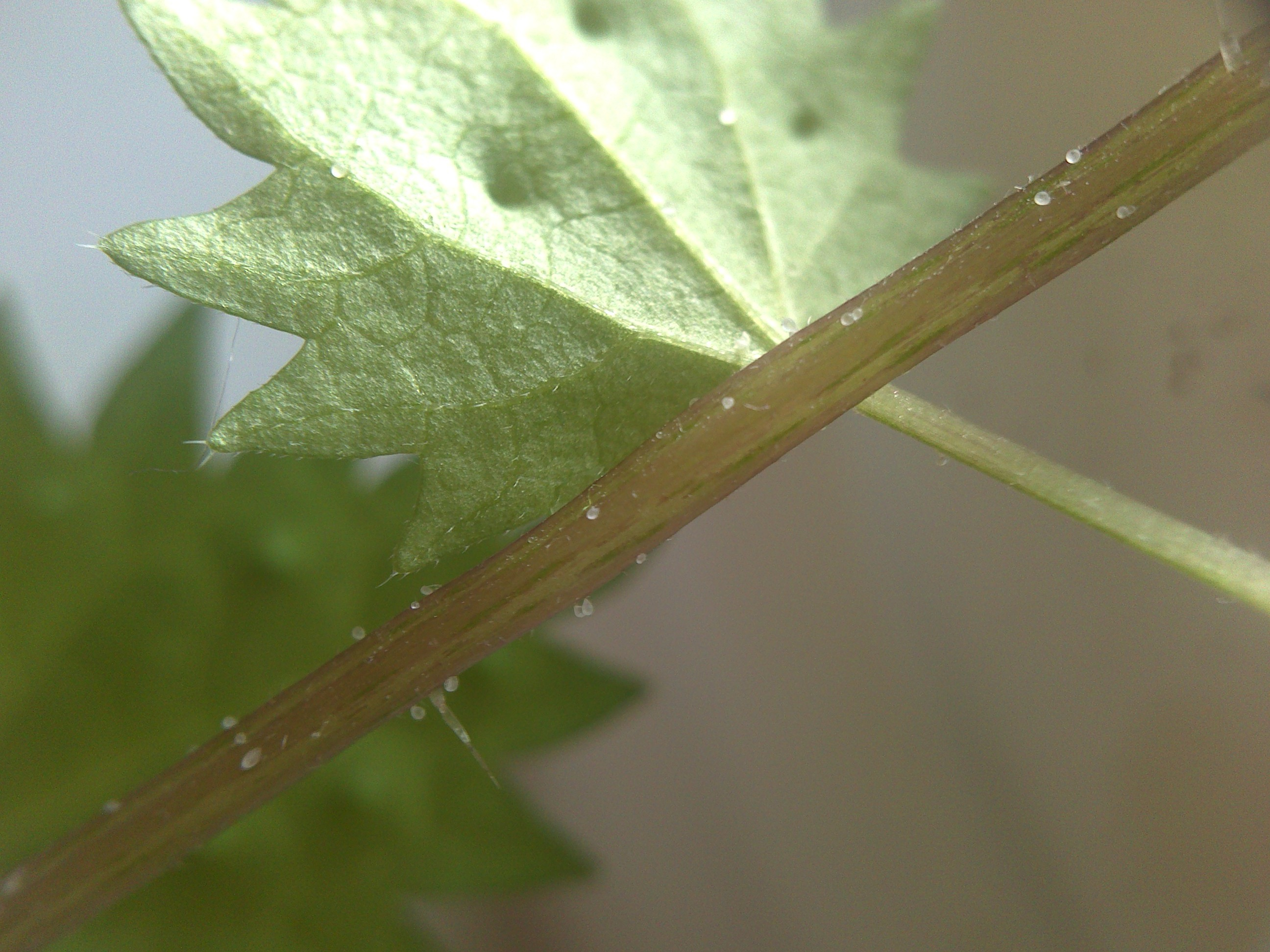
Blattunterseiten- und Stängelansicht einer Mallorca-Brennnessel (Stängel etwa 1,5 mm breit): Die Blattspreite ist auf der Unterseite unterhalb eines Brennhaares eingedellt. Brennhaare am Stängel haben keine so stark ausgeprägte Emergenz wie an den Blättern. Auf dem Blatt sowie vereinzelt auch am Stängel sind Borstenhaare zu finden. Die auf der Blattunterseite und am Stängel befindlichen weißen Bläschen sind Perldrüsen, deren Durchmesser etwa 0,2 mm beträgt. An der Perldrüsen-Basis befindet sich meistens ein kleines Drüsenhaar.

## Beschreibung
Die Mallorca-Brennnessel ist eine ausdauernde krautige Pflanze, die ein Rhizom bildet und eine Größe von 30 bis 100 cm erreicht. Der Stängel ist von dunkelgrüner Farbe und mit Brennhaaren besetzt. Die gegenständig angeordneten Laubblätter sind in Blattstiel und Blattspreite gegliedert. Der Blattstiel besitzt eine Länge von 2 bis 5 cm und ist von Brennhaaren gesäumt. Die einfache Blattspreite  ist eiförmig mit einer Länge von 2 bis 3,5 cm, am Grund herzförmig, am Rand eingeschnitten gesägt und auf der Oberfläche mit vereinzelten Brennhaaren auf großen Höckern besetzt. An einem Knoten befinden sich vier freie Nebenblätter, die lanzettlich bis eiförmig und ganzrandig sind. Die Nebenblätter der unteren Knoten sind gezähnt und zum Teil gestielt.
Die Blütezeit reicht von Mai bis August. Die Mallorca-Brennnessel ist einhäusig getrenntgeschlechtig (monözisch). Die abstehenden oder in der Fruchtreife hängenden Teilblütenstände sind 0,5 bis 2 cm lang und kürzer als der Stiel des Tragblattes. Die in Knäueln angeordneten männlichen Blüten enthalten vier Staubblätter. Die Kelch- und Kronblätter sind verwachsen. Die weibliche Blüte besitzen vier Blütenhüllblätter, die am oberen Ende stumpf und mehr oder weniger behaart sind.
Die kahle, achänenähnliche Nussfrucht ist ellipsoid-abgeflacht mit einer Länge von etwa 1 mm und einem Durchmesser von 0,7 bis 0,9 mm; dabei ist sie von der haltbaren Blütenhülle umgeben.
Die Chromosomenzahl beträgt 2n = 24 oder 26.

## Vorkommen
Urtica bianorii ist ein Endemit der Gebirgskette Serra de Tramuntana im Nordwesten der Insel Mallorca (Balearen, Spanien). Sie besiedelt nährstoffreiche Böden an Viehlägern, unter Felsüberhängen und in Schluchten. Sie kommt in Höhenlagen zwischen 350 und 1000 Metern vor.
Die Mallorca-Brennnessel ist eine seltene Art und aus sechs 10×10-km-Feldern nachgewiesen. Sie wird in der Roten Liste Spaniens nach den Gefährdungsstufen der IUCN als „gefährdet“ (vulnerable) eingestuft.

## Systematik
Die Mallorca-Brennnessel wurde 1922 von dem deutsch-amerikanischen Botaniker Hermann Knoche unter dem Basionym Urtica atrovirens var. bianorii Knoche erstbeschrieben und Frère Bianor (1859–1920), dem Sammler des Typusbeleges, gewidmet. 1951 wurde sie von Pio Font Quer und Llorenç Garcias Font als Urtica atrovirens subsp. bianorii Font Quer & Garcias Font zur Unterart hochgestuft, 1992 von Jorge Américo Rodrigues Paiva als Urtica bianorii (Knoche) Paiva zur Art. Dieser Einstufung folgen unter anderem die spanisch-portugiesische Standardflora Flora Ibérica, die Checkliste der Flora Europas und des Mittelmeerraumes Euro+Med PlantBase  und der deutsche Botaniker Maximilian Weigend, der in den 2000er Jahren Arbeiten über die Gattung Urtica publiziert hat.
Die ähnliche Urtica atrovirens, die auf der Nachbarinsel Menorca gefunden wurde, unterscheidet sich von der Mallorca-Brennnessel durch größere, länger gestielte Laubblätter und längere, den Blattstiel des Tragblattes überragende Teilblütenstände.